# Handel Wewnętrzny
Handel Wewnętrzny – polskie czasopismo naukowe (dwumiesięcznik), które ukazywało się od 1955 do 2018 roku; podejmowało problemy z zakresu nauk ekonomicznych, w szczególności prezentowało analizy teoretyczne i wyniki prac naukowo-badawczych dotyczące szeroko rozumianego rynku, marketingu i zarządzania.
Handel Wewnętrzny istniał od 1955 do 2018 roku i był wydawany przez Instytut Badań Rynku, Konsumpcji i Koniunktur w Warszawie (wcześniej - Instytut Rynku Wewnętrznego i Konsumpcji).
Redaktorem czasopisma był Kazimierz Boczar.
W skład Kolegium Redakcyjnego wchodzili: Robert Nowacki (redaktor naczelny), Anna Dąbrowska, Małgorzata Radziukiewicz oraz Małgorzata Wieteska-Rostek (sekretarz redakcji).